# David Páez
Pour les articles homonymes, voir Páez.
David Páez Picón  est un joueur argentin de rink hockey, qui joue actuellement au FC Barcelone. Il est le frère du joueur José Luís Páez.

## Biographie
Il est né à San Juan (Argentine), le 9 décembre 1975. Il a commencé sa carrière dans le club du Concepción PC avant d'intégrer en 1992 l'équipe italienne du Roller Monza. Trois ans plus tard, il  décide de quitter le club italien et signe un contrat avec le CP Alcobendas. Enfin, en 1997, rejoint le club où il écrira les pages les plus prestigieuses de sa carrière, le FC Barcelone. Sélectionné de nombreuses fois en sélection argentine, il remporte en 1999 le championnat du monde A, avec son frère.
Paez a non seulement permis à son équipe de remporter des trophées, mais il a également reçu plusieurs prix individuels. Il est élu meilleur joueur du championnat du monde A 1997 de Wuppertal, meilleur joueur du tournoi de la ville de Vigo et meilleur joueur du championnat du Monde A 2003.

## Palmarès

### Concepción PC
- 1 Ligue officielle (1991)

### Roller Monza
- 1 Coupe des vainqueurs des coupes
- 1 Championnat italien

### FC Barcelone
- 7 Coupes d'Europe (1999/2000, 2000/2001, 2001/2002, 2003/2004, 2004/2005, 2006/2007, 2007/2008)
- 1 Coupe CERS (2005/2006)
- 2 Coupes intercontinentales (2006, 2008)
- 8 Coupes continentales (1999/2000, 2000/2001, 2001/2002, 2003/2004, 2004/2005, 2005/2006, 2006/2007, 2007/2008)
- 11 OK Liga / Ligues espagnoles (1997/1998, 1998/1999, 1999/2000, 2000/2001, 2001/2002, 2002/2003, 2003/2004, 2004/2005, 2005/2006, 2006/07, 2007/2008)
- 5 Coupes d'Espagne / Coupes du Roi (2000, 2002, 2003, 2005, 2007)
- 3 Supercoupes d'Espagne (2003/2004, 2004/2005, 2006/2007)
- 3 Coupes ibériques (1999/2000, 2000/2001, 2001/2002)

### Sélection argentine
- 2 Championnats du monde A (1999 et 2015)